# 萊特 (阿肯色州)
萊特（英語：Light）是位於美國阿肯色州格林縣的一個非建制地區。該地的面積和人口皆未知。

## 地理
萊特的座標為36°04′12″N 90°44′52″W / 36.07000°N 90.74778°W，而該地的平均海拔高度為80米（即262英尺）。